# Церква Святого Миколая (Залокоть)
Церква Святого Миколая у с. Залокоть — греко-католицька церква у селі Залокоть Дрогобицького району Львівської області України. Зведена у 1797 році, мала статус пам'ятки архітектури місцевого значення (охоронний № 2259-М), згоріла у травні 2006 року. На місці історичної церкви місцева громада побудувала нову.

## Історія
Дерев'яна церква святого Миколая у Залокоті зведена 1797 року майстром Іваном Панасом. За типом була тридільною, одноверхою, прямокутну в плані наву завершував чотирибічний верх із двома заломами, увінчаний невеликим ліхтарем із маківкою. Церква підпорядковувалася спочатку Старосамбірському, пізніше (після 1918 року) — Підбузькому деканату Перемишльської єпархії греко-католицької церкви. Станом на 1939 рік парафія нараховувала 1634 особи.
За радянської влади церква не діяла, місцеві мешканці ходили до церкви в с. Опака. За незалежної України богослужіння в церкві відновилися, мешканці села зареєстрували греко-католицьку парафію Святого Миколая, підпорядковану Підбузькому деканату Самбірсько-Дрогобицької єпархії УГКЦ.
Вранці 16 травня 2006 року стара дерев'яна церква згоріла вщент, вдалося врятувати дзвіницю і церковне майно на суму 10 тис. грн. Ймовірною причиною пожежі назвали коротке замикання електромережі. Ввечері того ж дня, під час розбирання згорілих уламків на згарищі знайшли дві гранати часів Другої світової війни.
Незабаром на місці старої церкви почали будувати нову, також дерев'яну, проте більшу. Новозведений храм освятив 19 грудня 2007 року владика Юліан (Вороновський).